# Park koultoury (métro de Moscou, ligne Koltsevaïa)
Park koultoury (en russe : Парк культу́ры et en anglais : Park Kultury)  est une station de la ligne circulaire Koltsevaïa (ligne 5 marron) du métro de Moscou, située sur le territoire de l'arrondissement Khamovniki dans le district administratif central de Moscou.
Elle est mise en service en 1950, lors de l'ouverture de la première section de la ligne circulaire.

## Situation sur le réseau
Établie en souterrain, à 40 mètres sous le niveau du sol, la station Park koultoury est située au point 73+26,8 de la ligne circulaire Koltsevaïa (ligne 5 marron), entre les stations Oktiabrskaïa et Kievskaïa.

## Histoire
La station Park koultoury est mise en service le 1er janvier 1950, lors de l'ouverture à l'exploitation de la section de Park koultoury à Kourskaïa.
La section suivante entre Kourskaïa et Belorousskaïa est ouverte le 30 janvier 1952 et le dernier tronçon, entre Belorousskaïa et Park koultoury, permettant l'achèvement de la ligne circulaire est ouvert le 14 mars 1954.

## Patrimoine architectural

Détails
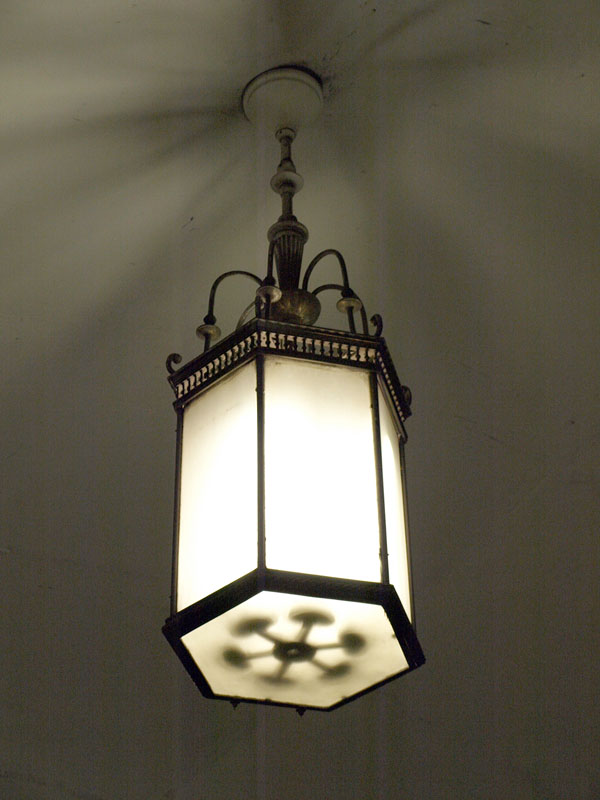
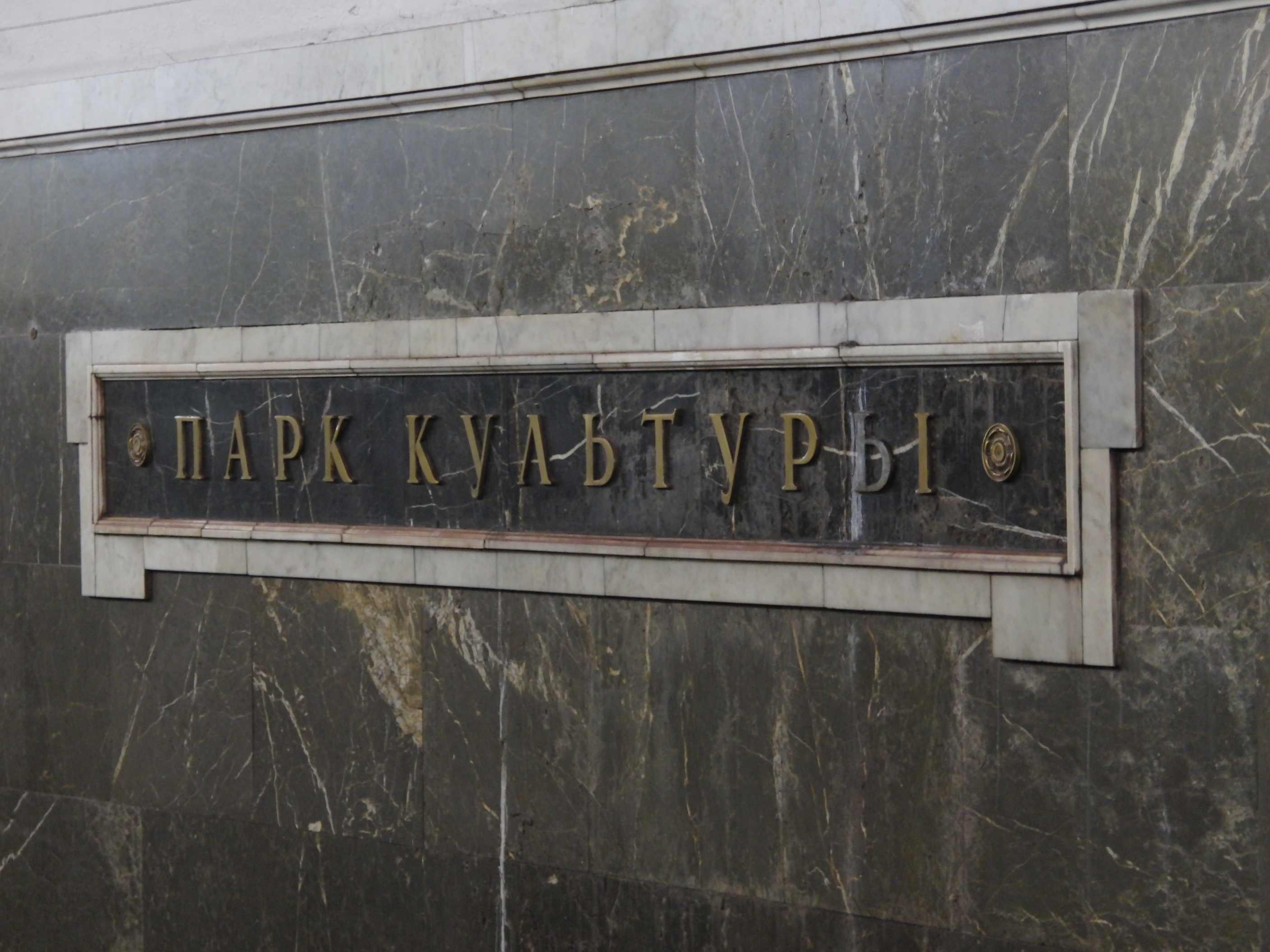